# Gouvernement Joseph Kabila II
Gouvernement de transition
Joseph Kabila Gizenga I
Le Gouvernement de transition de la république démocratique du Congo est une institution mise en place le 30 juin 2003. Il s'agit d'un gouvernement d'union nationale établi à la suite des accords liés à la fin de la deuxième guerre du Congo. Il est chargé de l'établissement d'une transition démocratique dans le pays. 
Les principaux objectifs du gouvernement de transition sont la restauration de la paix dans l'est du pays, et l'organisation d'élections législatives prévues pour le 30 juin 2005 au plus tard, mais reportées une première fois le 30 juin 2006, et qui auront finalement lieu le 30 juillet 2006. Le gouvernement est dirigé par le président de la République et quatre vice-présidents. Ceux-ci sont :
- Joseph Kabila, président de la République (PPRD) ;
- Abdoulaye Yerodia Ndombasi, vice-président (PPRD) ;
- Azarias Ruberwa, vice-président (RCD) ;
- Jean-Pierre Bemba, vice-Président (MLC) ;
- Arthur Z'ahidi Ngoma, vice-président (Forces du futur).

Les trois principales tendances politiques du pays se retrouvent ainsi à la tête de l'État. Elles se partagent les différents postes ministériels avec les autres nombreuses factions politiques issues du conflit.
Étienne Tshisekedi, (Union pour la démocratie et le progrès social), le principal opposant historique, estimant comme déjà acquis le siège de vice-président de l'opposition boycotta les élections partielles organisées par l'opposition politique non-armée, dans une salle prêtée par la Mission de l'Organisation des Nations unies en république démocratique du Congo (MONUC), et ne participa donc pas à ce gouvernement.
Le 18 février 2006, le gouvernement de transition prend fin avec la promulgation de la Constitution de la Troisième République approuvée par référendum le 18 décembre 2005. De nombreuses dispositions prises sous ce régime restent en vigueur à l'heure actuelle, dont notoirement l'ancien découpage des provinces.

## Poursuite des troubles dans l'Est du pays
Le 30 juin 2003, un gouvernement de transition, composé de divers groupes issus du Dialogue intercongolais, fut formé. Dans le courant du mois de septembre, une présence renforcée de la MONUC établit la « zone démilitarisée de Bunia » pour pacifier la région, secouée par les rivalités entre les ethnies Hema et Lendu. Bien que la région reste instable, l'opération permit un relatif retour au calme.
En septembre 2004, entre 20 000 et 150 000 personnes fuirent le Kivu oriental, devant l'avance des troupes gouvernementales. Le 11 octobre 2004, le Conseil de sécurité des Nations unies décida de déployer 5 900 soldats de plus pour sa mission au Congo (MONUC), bien que le Secrétaire-Général Kofi Annan ait fait une requête de 12 000 hommes.
C'est au cours de cette période que l'International Rescue Committee rapporta que le conflit tuait 1 000 personnes par jour alors que la communauté internationale restait indifférente. Comparée à la guerre en Irak, il établit que durant 2004 l'Irak reçut l'équivalent de 138 USD par personne, pendant que le Congo ne recevait que 3 USD par personne.

### La tension monte
À la fin novembre 2004, le Président rwandais Paul Kagame déclara que le Rwanda gardait l'option d'envoyer des troupes au Congo pour combattre les milices hutues, en particulier les Forces démocratiques de libération du Rwanda (FDLR) qui n'avait pas encore été désarmées comme promis en 2002 au cours de l'accord de Paix de Prétoria. À la mi-décembre 2004, de nombreux rapports établissaient que des troupes rwandaises avaient franchi la frontière. Le chef de la MONUC, M'Hand Djalouzi, commenta les rapports en disant le 1er décembre, « ces infiltrations n'ont rien de neuf, mais il s'agit d'autre choses, qui ressemble à une invasion ». Il demeura peu clair si les militaires rwandais occupaient le territoire ou menaient des opérations ponctuelles. Les Nations unies ont promis d'enquêter.
Le 16 décembre, la BBC rapporta que 20 000 civils avaient fui les combats dans la ville de Kanyabayonga dans le Nord-Kivu, à 160 kilomètres de Goma. Les forces anti-gouvernementales, conduites par le capitaine Kabakuli Kennedy, qui déclara combattre pour défendre les Banyamulenge, avait évincé les troupes loyalistes, tenant la ville et les montagnes environnantes. Le gouvernement envoya une commission pour enquêter et accusa le Rwanda de fomenter une nouvelle rébellion. Le Rwanda a démenti son implication dans les combats.
L'International Crisis Group publia un rapport le 17 décembre avertissant que l'intervention du Rwanda pourrait ruiner les progrès fait depuis deux ans dans les pourparlers pour la paix. Ils rappelèrent que les deux guerres précédentes débutèrent en des circonstances similaires à celles existantes à ce moment au Kivu, et qu'une autre guerre dans la région était possible si des efforts diplomatiques n'étaient pas entrepris.
Le 20 décembre 2004, l’Union pour la République propose officiellement au gouvernement « 1+4 » de mettre à la disposition de la République sa branche armée à la suite du massacre de Gatumba du 13 août 2004 et de l'agression militaire de décembre 2004 des troupes rwandaises du général Kagame à l'est du Congo au Kivu. Le gouvernement 1+4 ne réagit pas et laisse cette proposition sans suite depuis lors.
Le 25 janvier 2005, les Nations unies rapportèrent que l'Ouganda et le Rwanda continuaient à armer des groupes d'insurgés dans le Congo oriental, en violation de l'embargo en vigueur dans la région. Les deux pays nièrent de telles pratiques, et le porte-parole de l'armée ougandaise (UPDF) rétorqua que la MONUC était inutile et devrait être démantelée.
Pendant ce temps, une rencontre des dirigeants africains à Abuja décida d'envoyer plus de troupes de maintien de la paix au Congo et tâcher de désarmer les forces hutues, facteurs récurrents de tension dans le pays. En réponse, un porte-parole des Forces démocratiques de libération du Rwanda déclara le 2 février que le FDLR résisterait avec force à toute tentative de désarmement.
Le même jour, la Secrétaire d'État des États-Unis Condoleezza Rice accueillit des représentants de le RDC, de l'Ouganda et du Rwanda à Washington, DC pour des discussions en vue de la fin des tensions dans la région.

## Les résultats du Gouvernement de transition
Le Gouvernement de transition, étant composé des chefs de guerre des milices responsables de la deuxième guerre du Congo, échoue dans l'accomplissemet de ses missions fondamentales :
- la pacification du pays : le gouvernement échoue à neutraliser les milices de l'Union des patriotes congolais, des Forces démocratiques de libération du Rwanda (FDLR) et des Interahamwe à l'Est de la RDC[8],
- l'unification de l'armée nationale : le gouvernement échoue à intégrer l'armée nationale et refuse d'y intégrer les anciennes forces armées zaïroises[9],
- l'intégration des milices du MLC et du RCD dans l'armée nationale : toutes les factions lors de la deuxième guerre du Congo continuent d'entretenir leur milice respective et refusent de les intégrer dans l'armée nationale[10],
- l'organisation des élections avant le 30 juin 2006 au plus tard : les élections n'ont pas eu lieu avant le 30 juin 2006 (report au 30 juillet 2006).

En conséquence, la MONUC doit obtenir au cours des années plusieurs augmentations de ses effectifs, pour finalement devenir la plus importante mission de l'ONU, afin de faire face à la dégradation de la situation sécuritaire des populations. La mission de la MONUC devient également de plus en plus compliquée en raison de différents scandales qui la concernent (corruption, marché noir, scandales sexuels...). Elle doit se faire appuyer à partir de mai 2006 à Kinshasa par des troupes de l'Union de l'Europe occidentale (UEO) afin de sécuriser le processus des élections.
De nombreux scandales de corruption, de malversations, de détournements de fonds, d'accusation de pillages des ressources naturelles... éclatent au grand jour durant la 1re moitié de 2006. À partir d'avril 2006, la situation se dégrade et les institutions internationales (Banque Mondiale, FMI) cessent d'appuyer le Gouvernement de Transition.
Il faut attendre la mi-2006 pour assister au premier transfert d'un criminel de guerre de Kinshasa à La Haye, Thomas Lubanga (chef de la milice Union des patriotes congolais), afin de le faire comparaître devant la Cour pénale internationale (CPI).
À partir de la mi-juillet 2006, les observateurs de la Fondation Carter et la MONUC dénoncent des irrégularités dans la préparation des scrutins du 30 juillet 2006. Le 20 juillet 2006, l'Église catholique — au travers de la Conférence épiscopale nationale du Congo (Cenco) — dénonce des « irrégularités constatées » dans la préparation des scrutins du 30 juillet 2006 et menace de ne pas reconnaître la validité des élections si ces irrégularités ne sont pas corrigées. La Cenco appelle aussi les forces de l'ordre à la « neutralité » et les autorités à la « neutralisation » des combattants issus de différentes factions belligérantes pendant la deuxième guerre du Congo en RDC (1998-2003) qui n'ont pas encore été intégrés aux nouvelles brigades de l'armée nationale, en pleine restructuration.

## La fin du Gouvernement de transition
L'élection présidentielle tant attendue par la population et devant mettre un terme au gouvernement de transition a finalement lieu en juillet 2006 : Joseph Kabila est déclaré vainqueur au second tour.
Le nouveau Gouvernement emmené par Antoine Gizenga est nommé le 5 février 2007.
La fin de la transition est caractérisée par plusieurs faits marquants :
- la dignité de la population congolaise, durant toute la période électorale, qui s'est rendue aux urnes dans la paix ;
- la prise de position tranchée de l'opposition politique et du clergé qui ont dénoncé de nombreuses malversations dans l'organisation de ces élections ;
- le boycott des élections par l'UDPS ;
- l'instabilité militaire à l'est de la RDC entretenue par Laurent Nkunda ;
- les multiples accusations de parti pris de la Communauté internationale en faveur de Joseph Kabila :
  - accusation, non démentie par la CEI, de production de 5 millions de bulletin de vote additionnels, [citation nécessaire],
  - Tensions Kabila-Bemba en 2006 et 2007 : bombardement de la résidence de Bemba, combats de rue, incendie des chaînes de télévision de Bemba,
  - prévision initiale d'un seul tour devant mener à la victoire de Joseph Kabila (non-budgétisation initiales par les autorités et la Communauté Internationale d'un second tour) [citation nécessaire].

## Composition
Composé le 30 juin 2003, le gouvernement de transition a vu 6 remaniements ministériels :
- le 11 juillet 2004[12] ;
- le 3 janvier 2005[13] ;
- le 17 février 2005[14] ;
- le 18 novembre 2005[15],[16] ;
- le 24 mars 2006 ;
- le 10 octobre 2006.

### Ministres
- Affaires étrangères et Coopératon internationale :
  - Antoine Ghonda Mangalibi (MLC)
  - Raymond Ramazani Baya (MLC) (22 juillet 2004)
- Affaires foncières : Venant Tshipasa (DCF/COFEDEC)
- Affaires sociales :
  - Ingele Ifoto (CAMP DE LA PATRIE)
  - Laurent-Charles Otete Omanga (3 janvier 2005)
- Agriculture, Pêche et Élevage :
  - Justin Kangundu (MLC)
  - Constant Ndom Nda Ombel (MLC) (3 février 2004)
  - Paul Musafiri (MLC) (18 novembre 2005)
- Budget : François Muamba Tshishimbi (MLC)
- Commerce extérieur :
  - Roger Lumbala (RCD-N)
  - Chantal Ngalula Mulumba (RCD-N) (3 janvier 2005)
- Condition féminine et Famille : Faida Mwangilwa (RCD)
- Coopération internationale :
  - Banza Mulukayi (18 novembre 2005)
- Coopération régionale : Antipas Mbusa Nyamwisi (RCD/ML)
- Culture et Arts :
  - Pierrette Gene Vungbo Yatalo (PPRD) (9 septembre 2003)
  - Christophe Muzungu (PPRD) (11 juillet 2004)
  - Philémon Mukendi (PPRD) (18 novembre 2005)
- Défense nationale, Anciens combattants et Démobilisation :
  - Jean-Pierre Ondekane (RCD) (30 juin 2003–3 janvier 2005)
  - Adolphe Onusumba Yemba (RCD) (3 janvier 2005)
- Développement rural : Pardonne Kaliba Mulanga (Maï-Maï)
- Droits humains : Marie-Madeleine Kalala
- Économie :
  - Célestin Mvunabali (RCD) (30 juin 2003–11 juillet 2004)
  - Émile Ngoy Kasongo (RCD) (11 juillet 2004)
  - Floribert Bokanga (RCD) (3 janvier 2005)
  - Pierre Manoka (RCD) (18 novembre 2005)
  - Moïse Nyarugabo Muhizi Mugeyo (RCD Goma) (octobre 2006)
- Énergie :
  - Kalema Lusona (PPRD)
  - Pierre Muzumba Mwana Ombe (PPRD) (3 janvier 2005)
  - Salomon Banamuhere (PPRD) (18 novembre 2005)
- Enseignement primaire et secondaire :
  - Élysée Munembwe (MLC)
  - Constant Ndom Nda Ombel (MLC) (3 février 2004)
  - Paul Musafiri (MLC) (17 février 2005)
  - Éducation primaire, professionnelle et secondaire : Masika Yalala (vice-ministre), 2003 à 2005
- Enseignement supérieur et universitaire :
  - Émile Ngoy Kasongo (RCD) (30 juin 2003–11 juillet 2004)
  - Joseph Mudumbi (RCD) (11 juillet 2004)
  - Théo Baruti (RCD) (18 novembre 2005)
- Environnement et Conservation de la nature : Anselme Enerunga (Maï-Maï)
- Finances :
  - Modeste Mutombo Kyamakosa (PPRD)
  - André-Philippe Futa Mudiumbula (PANU) (septembre 2003)
  - Marco Banguli (PPRD) (18 novembre 2005)
- Fonction publique :
  - Gustave Tabezi (30 juin 2003–11 juillet 2004)
  - Athanase Matenda Kyelu (11 juillet 2004)
- Industrie et PME :
  - André-Philippe Futa Mudiumbula (PANU) (30 juin 2003–18 novembre 2005)
  - Jean Mbuyu Lunyongola (PPRD)
- Information, Presse et communication nationale :
  - Vital Kamerhe (PPRD) (30 juin 2003–11 juillet 2004)
  - Henri Mova Sakanyi (PPRD) (11 juillet 2004)
- Intérieur, Décentralisation et Sécurité :
  - Théophile Mbemba Fundu (PPRD)
  - Général Denis Kalume Numbi (10 octobre 2006)
- Jeunesse et Sports :
  - Omer Egwake (MLC)
  - Roger Nimy (MLC) (17 février 2005)
  - Jacques Lungwana (MLC) (18 novembre 2005)
- Justice et Garde des Sceaux : Honorius Kisimba Ngoy
- Mines :
  - Eugène Diomi Ndongala (DC)
  - Ingele Ifoto (Camp de la Patrie) (3 janvier 2005)
- Plan :
  - Alexis Thambwe Mwamba (MLC) (30 juin 2003–24 mars 2006)
  - Delly Sesanga (MLC) (24 mars 2006)
- Portefeuille :
  - Joseph Mudumbi (RCD)
  - Célestin Mvunabali (RCD) (11 juillet 2004)
- Postes et Télécommunications : Gertrude Kitembo (RCD)
- Recherche scientifique : Gérard Kamanda wa Kamanda (FCN)
- Santé publique :
  - Jean Yagi Sitolo (PPRD) (30 juin 2003–11 juillet 2004)
  - Anastasie Moleko Moliwa (PPRD) (11 juillet 2004)
  - Émile Bongeli Yeikeo Ya Ato (PPRD) (3 janvier 2005)
  - Zacharie Kashongwe (PPRD) (10 octobre 2006)
- Solidarité et Affaires humanitaires : Catherine Nzuzi wa Mbombo (MPR/FP)
- Tourisme :
  - Roger Nimy (MLC)
  - José Engwanda (RCD-N) (3 février 2004)
- Transports et Communications :
  - Joseph Olenghankoy (FONUS)
  - Heva Muakasa (FPN) (3 janvier 2005)
  - Modeste Yali ( Maï-Maï)
- Travail et Prévoyance sociale :
  - Théo Baruti (RCD) (30 juin 2003–11 juillet 2004)
  - Jean-Pierre Lola Kisanga (RCD) (11 juillet 2004)
  - Balamage Nkolo (RCD) (3 janvier 2005)
- Travaux publics et Infrastructures :
  - José Endundo Bononge (MLC)
  - José Makila (MLC) (17 février 2005)
- Urbanisme et Habitat : John Tibassima Atenyi (RCD/ML)